# Гемстеде (Утрехт)
Гемстеде (нід. Heemstede) — селище в нідерландській провінції Утрехт. Входить до муніципалітету Гаутен.
Перша згадка про населений пункт датується 1219 роком. Наразі у ньому нараховується близько 20 будинків.

## Галерея

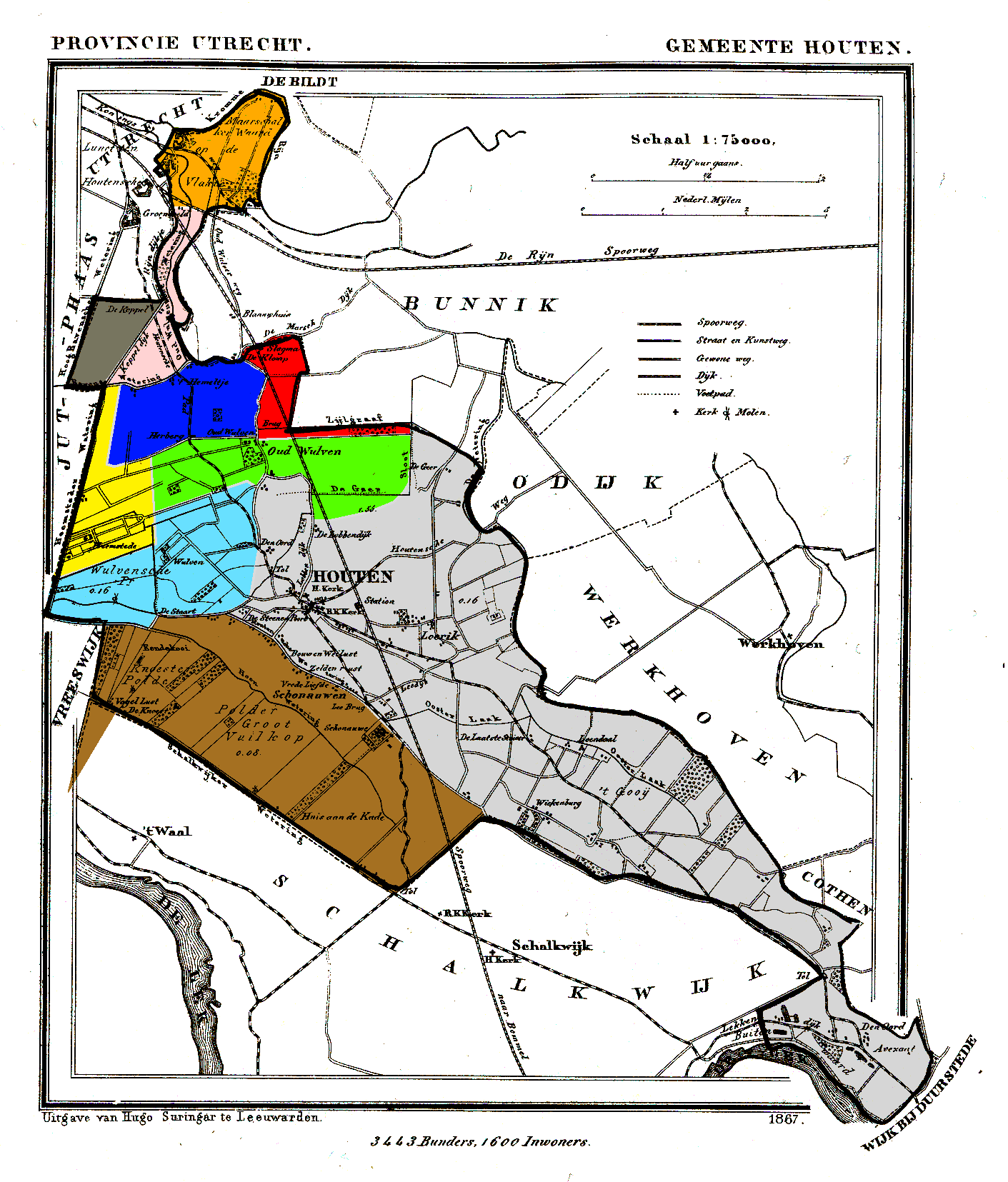
Гемстеде (жовтим) на мапі муніципалітету Гаутен (1868)
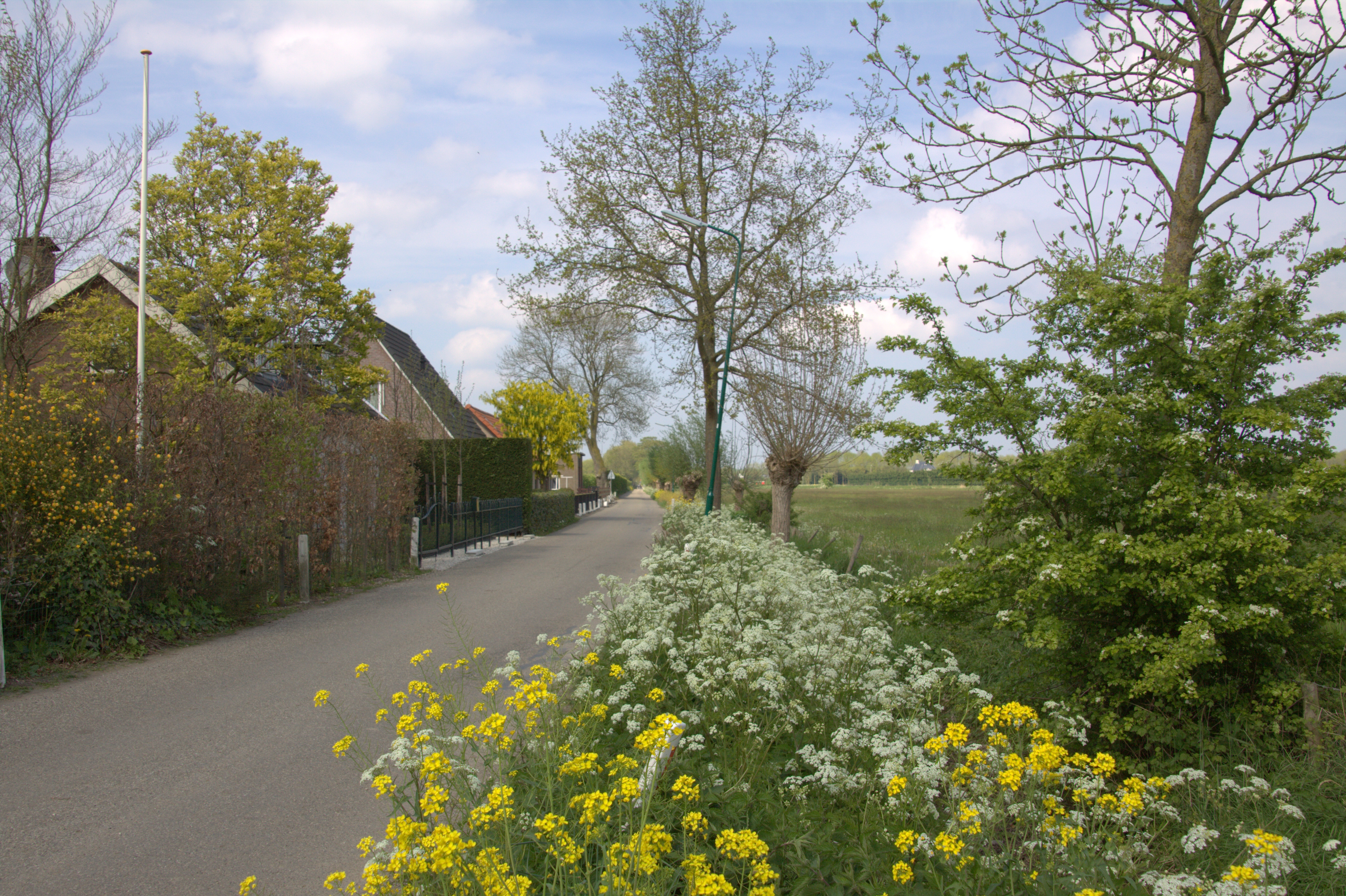
Вулиця селища